# ГЕС Whitedog Falls
ГЕС Whitedog Falls — гідроелектростанція у канадській провінції Онтаріо. Розташована між ГЕС Норман (12,3 МВт) і ГЕС Кенора (6 МВт) з одного боку і ГЕС Пуент-дю-Буа з другого, становить верхній ступінь каскаду на річці Вінніпег, яка є однією з основних приток однойменного озера (річкою Нельсон дренується до Гудзонової затоки.
Вінніпег витікає з Лісового озера, перепуск води з якого контролюється греблями зазначених вище малих станцій Норман та Кенора. За пів сотні кілометрів нижче по сточищу річку перекрили бетонною греблею Whitedog Falls висотою 24 метри, створений якою підпір утримує водосховище з площею поверхні 148,4 км2 та об'ємом 119,6 млн м3.
Сполучений із лівобережною частиною греблі машинний зал обладнали трьома турбінами загальною потужністю 68 МВт, які забезпечують виробництво 300 млн кВт·год електроенергії на рік.